# Ahuihuiyuco
Ahuihuiyuco es una localidad del estado mexicano de Guerrero. Es parte del municipio de Chilapa de Álvarez.

## Toponimia
El nombre «Ahuihuiyuco» proviene de los términos en náhuatl: atl, agua; huihuiyoca, temblar de frío; co, locativo. Su significado es «lugar de agua muy fría».

## Demografía
| Gráfica de evolución demográfica |
|                                  |

| Censo | Población |
| ----- | --------- |
| 1900  | 169       |
| 1910  | 303       |
| 1921  | 295       |
| 1930  | 358       |
| 1940  | 445       |
| 1950  | 434       |
| 1960  | 563       |
| 1970  | 693       |
| 1980  | 910       |
| 1990  | 1 073     |
| 2000  | 1 298     |
| 2010  | 1 320     |
| 2020  | 1 156     |